# Décès en 1923
Décès
- 1919
- 1920
- 1921
- 1922
- 1923
- 1924
- 1925
- 1926
- 1927

Cet article présente une liste de personnalités mortes au cours de l'année 1923.

Les mois de l'année font également l'objet de listes spécifiques :

## Décès par mois

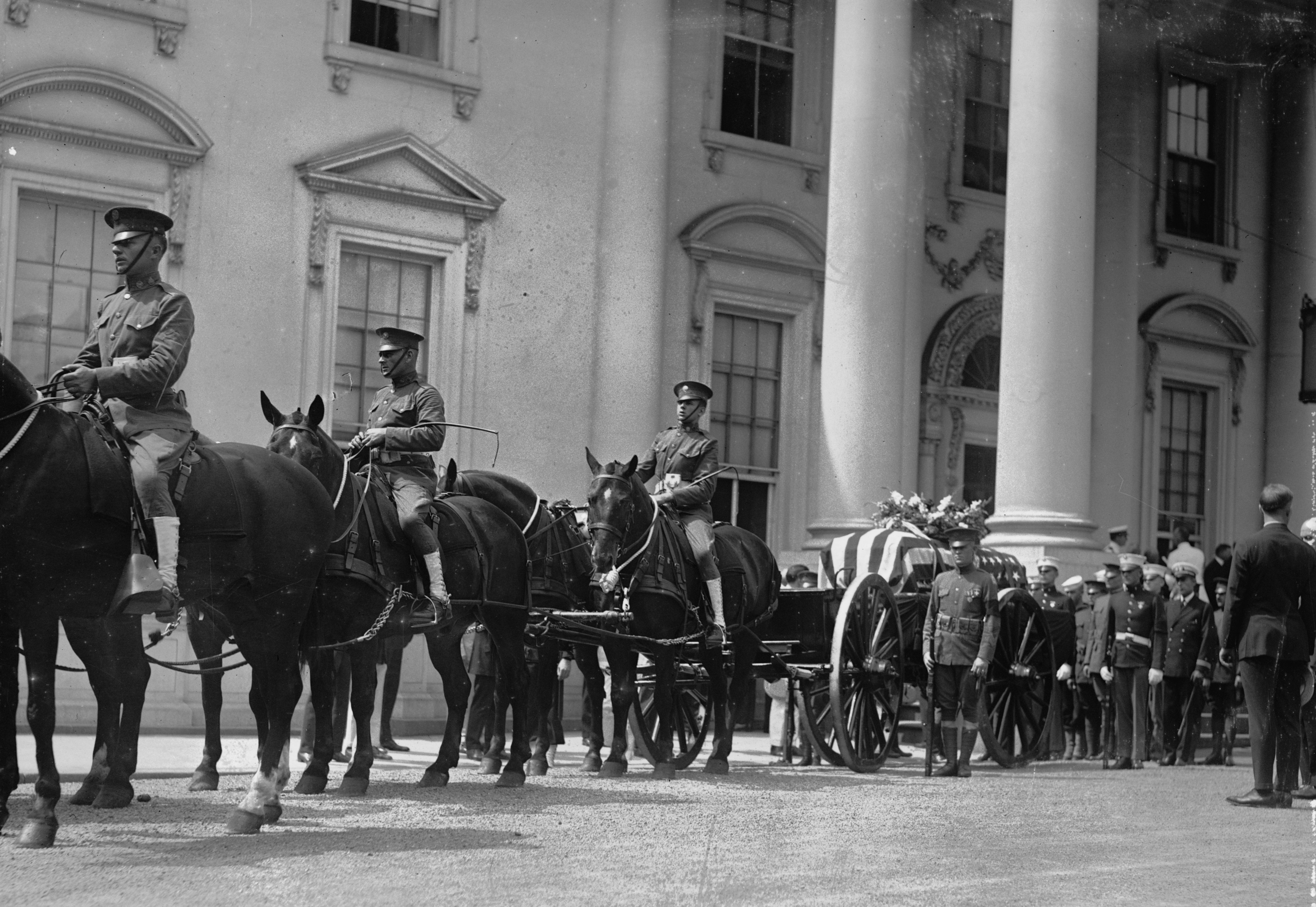
Funérailles de Warren G. Harding

### Date précise inconnue
- Natale Attanasio, peintre italien (° 24 décembre 1845).
- Federico del Campo, peintre péruvien (° 1837).
- Joseph Chiffonny, peintre français (° 1857).
- Emilio Gola, peintre italien (° 1851).
- Iwill (Marie-Joseph Léon Clavel), peintre français (° 28 août 1850).
- Francisco Augusto Pereira da Costa, avocat, journaliste, historien, folkloriste et homme politique brésilien (° décembre 1851).
- Achille Peretti, peintre, sculpteur et anarchiste italien (° 1857).
- Léon Roques, compositeur français (° 24 octobre 1839).
- Henry R. Rose, homme politique américain (° 1856).

- - Après 1923 :
- Ernest-Pascal Blanchard, peintre et vitrailliste français (° 31 mars 1861).

### Janvier
- 3 janvier : 
  - Jaroslav Hašek, écrivain Tchécoslovaquie (° 30 avril 1883).
  - Jules Tiberghien, prélat catholique français, archevêque titulaire de Nicée († 8 décembre 1867).
- 9 janvier : Katherine Mansfield, écrivain néo-zélandais (° 14 octobre 1888).
- 18 janvier : Alfred Cottin, guitariste, mandoliniste et compositeur français (° 21 décembre 1863).
- 22 janvier : Marius Plateau, ingénieur, sergent français lors de la Première Guerre mondiale (° 1886).
- 28 janvier : Paul Philippoteaux, peintre français (° 28 janvier 1846).
- 31 janvier : Eligiusz Niewiadomski, peintre moderniste et critique d'art polonais (° 1er décembre 1869).

### Février
- 3 février : Carola Sorg, peintre française (° 15 février 1833).
- 4 février : Fanny Fleury, peintre française (° 11 août 1846).
- 6 février : Louis Haas, peintre orientaliste français (° 19 août 1870).
- 10 février : Wilhelm Conrad Röntgen, physicien allemand (° 27 mars 1845).
- 15 février : Eugène Hins, homme politique belge (° 5 novembre 1839).
- 18 février : Alois Rašín, homme politique tchécoslovaque (° 18 octobre 1867).
- 19 février :
  - Gerónimo Giménez, compositeur et chef d'orchestre espagnol (° 10 octobre 1854).
  - Marie-Thérèse Glaesener-Hartmann, peintre luxembourgeoise (° 18 avril 1858).
  - Jean-Jules-Antoine Lecomte du Nouÿ, peintre orientaliste et sculpteur français (° 10 juin 1842).
- 20 février : Thomas George Roddick, médecin et député fédéral du Québec (° 31 juillet 1846).
- 22 février : Marie-Élisabeth de Saxe-Meiningen, musicienne et compositrice allemande (° 23 septembre 1853).
- 24 février : Heinrich Yorck von Wartenburg, homme politique allemand (° 16 octobre 1861).
- 28 février : François Flameng, peintre, graveur et illustrateur français (° 6 décembre 1856).

### Mars
- 1er mars : Ruy Barbosa de Oliveira, écrivain, juriste et homme politique brésilien (° 5 novembre 1849).
- 2 mars : Joseph Martin, premier ministre de la Colombie Britannique (° 24 septembre 1852).
- 3 mars : Georg von Rosen, peintre suédois (° 13 février 1843).
- 5 mars : 
  - Charles Joseph Beauverie, peintre, graveur et illustrateur français de l'École de Barbizon (° 17 septembre 1839).
  - Dora Pejačević, compositrice croate (° 10 septembre 1885).
- 10 mars : François Antoine Simon, militaire et homme politique haïtien (° 10 octobre 1843).
- 22 mars : Jeanne Granès, peintre, dessinatrice, lithographe, enseignante et militante féministe française (° 11 juin 1870).
- 26 mars : Sarah Bernhardt, actrice française (° 25 septembre 1844).
- 27 mars : Ernst Reiterer, compositeur d'opérettes et chef d'orchestre autrichien (° 27 avril 1851).

### Avril
- 5 avril : Lord Carnarvon, égyptologue britannique (° 26 juin 1866).
- 9 avril : Jeanne Amen, peintre française (° 1863).
- 13 avril :
  - Aimé Uriot, peintre art nouveau français (° 23 juillet 1852).
  - Willem Witsen, peintre et photographe néerlandais (° 13 août 1860).
- 15 avril : Jess Dandy, acteur américain (° 9 novembre 1871).
- 17 avril : Albert Dornois, peintre, dessinateur et graveur français (° 26 avril 1848).
- 18 avril : Albert Dawant, peintre et illustrateur français (° 20 septembre 1852).
- 21 avril : Gaston Charpentier-Bosio, peintre français (° 1er février 1858).
- 22 avril : Emil Albes, acteur, metteur en scène et réalisateur allemand (° 30 octobre 1861).
- 23 avril : Georges Jules Moteley, peintre français (° 14 juillet 1865).
- 25 avril : Louis-Olivier Taillon, premier ministre du Québec (° 26 septembre 1840).
- 28 avril : Émile-Louis Minet, peintre français (° 14 mars 1841).
- 29 avril : Gustave Fraipont, peintre, sculpteur, illustrateur et affichiste français d'origine belge (° 9 mai 1849).
- ? avril : Fred Goodwins, acteur britannique (° 26 février 1891).

### Mai
- 15 mai : Arthur Gordon Webster, physicien américain qui a fondé l'American Physical Society (° 28 novembre 1863).
- 21 mai : Charles Kent, acteur, scénariste, réalisateur et producteur britannique naturalisé américain (° 18 juin 1852).
- 23 mai : Nicola Barbato, homme politique et médecin italien (° 5 octobre 1856).
- 30 mai : 
  - Mélanie Chasselon, compositrice française (° 2 septembre 1845).
  - Camille Chevillard, compositeur et chef d'orchestre français (° 14 octobre 1859).

### Juin
- 4 juin : Sámuel Jósika, homme politique hongrois (° 23 août 1848).
- 5 juin : George Hendrik Breitner, peintre néerlandais (° 12 septembre 1857).
- 9 juin :
  - Émile Petit, professeur de piano, organiste et compositeur français (° 19 juillet 1846).
  - Arishima Takeo, écrivain japonais (° 4 mars 1878).
- 10 juin : Pierre Loti, écrivain français (° 14 janvier 1850).
- 13 juin : Juana Romani, peintre italienne (° 30 avril 1867).
- 15 juin : Aleksander Sochaczewski, peintre polonais (° 3 mai 1843).
- 17 juin :
  - Seweryn Bieszczad, peintre polonais (° 18 novembre 1852).
  - Paul Cornoyer, peintre impressionniste américain (° 15 août 1864).
- 24 juin : Edith Södergran, poétesse finlandaise d’expression suédoise (° 4 avril 1892).
- 29 juin : Gustave Kerker, compositeur et chef d'orchestre allemand (° 28 février 1857).
- 30 juin : Claude Terrasse, compositeur français d'opéras et d'opérettes (° 27 janvier 1867).

### Juillet
- 12 juillet : Harry Lonsdale, acteur anglais (° 6 décembre 1865).
- 13 juillet :
  - Louis Ganne, compositeur français (° 5 avril 1862).
  - Asger Hamerik, compositeur danois (° 8 avril 1843).
- 14 juillet : Ernesto Azzini, coureur cycliste italien (° 17 octobre 1885).
- 15 juillet :
  - Henry Hoyle Howorth, homme politique, avocat plaidant et orientaliste britannique (° 1er juillet 1842).
  - Henri Moser, diplomate, orientaliste, explorateur, collectionneur d'art et écrivain suisse (° 13 mai 1844).
- 23 juillet :
  - Eugène Chigot, peintre français (° 22 novembre 1860).
  - Pancho Villa, révolutionnaire mexicain (° 5 juin 1878).
- 29 juillet : Henri Adrien Tanoux, peintre français (° 18 octobre 1865).
- 30 juillet : Charles Hawtrey, acteur, dramaturge et directeur de théâtre anglais (° 21 septembre 1858).

### Août
- 2 août : Warren G. Harding, Président des États-Unis (° 2 novembre 1865).
- 6 août : Benjamin Sulte, journaliste, traducteur, essayiste, poète, critique littéraire, militaire et historien canadien (° 17 septembre 1841).
- 10 août : Joaquín Sorolla y Bastida, peintre espagnol (° 27 février 1863).
- 18 août : Gaston van de Werve et de Schilde, homme politique belge (° 22 mars 1867).
- 19 août : Vilfredo Pareto, sociologue et économiste italien (° 15 juillet 1848).
- 21 août : William Ralph Meredith, chef du Parti conservateur de l'Ontario (° 31 mars 1840).
- 29 août : Bernard J. Durning, acteur et réalisateur américain (° 24 août 1892).

### Septembre
- 10 septembre : Léo-Paul Robert, peintre suisse (° 19 mars 1851).
- 15 septembre : Gabriel Guay, peintre d'histoire français (° 15 octobre 1848).
- 18 septembre : Léo Coti, footballeur français (° 18 février 1894).
- 19 septembre : Pierre Berriat, peintre français (° 27 janvier 1866).
- 21 septembre : 
  - Félix Lacaille, peintre, dessinateur et illustrateur français (° 27 février 1856).
  - Fidel Pagés, médecin espagnol (° 26 janvier 1886).
- 28 septembre : Ferdinand Hannouche, vice-chancelier de l’empire d’Autriche-Hongrie (° 9 novembre 1866).

### Octobre
- 1er octobre : Nelson W. Fisk, homme d'affaires et homme politique américain (° 5 août 1854).
- 5 octobre : Alekseï Stepanov, peintre russe puis soviétique (° 6 mai 1858).
- 7 octobre : Hendrikus Matheus Horrix, peintre néerlandais (° 30 mai 1845).
- 9 octobre : Henry Markham, homme politique américain (° 16 novembre 1840).
- 23 octobre : Félix Fourdrain, organiste et compositeur français (° 3 février 1880).
- 24 octobre : Ruggero Panerai, peintre italien (° 19 mars 1862).
- 29 octobre : Rougena Zátková, peintre et sculptrice austro-hongroise puis tchécoslovaque (° 2 mars 1885 ou 15 mars 1885).
- 30 octobre : Andrew Bonar Law, premier ministre du Royaume-Uni (° 16 septembre 1858).
- ? octobre : Justin J. Gabriel, graveur et peintre français (° 29 octobre 1838).

### Novembre
- 2 novembre :
  - Stevan Aleksić, peintre serbe (° 23 décembre 1876).
  - Germain Van der Steen, peintre, miniaturiste, héraldiste et historien français (° 16 mai 1853).
- 25 novembre : Gustave Courtois, peintre français (° 18 mai 1852).

### Décembre
- 2 décembre : Tomás Bretón, compositeur, chef d'orchestre et violoniste espagnol (° 29 décembre 1850).
- 4 décembre : Daniel Dourouze,  peintre français (° 21 mars 1874).
- 5 décembre :
  - Maurice Barrès, écrivain français (° 19 août 1862).
  - Herbert Standing, acteur britannique (° 13 novembre 1846).
- 10 décembre : Thomas George Bonney, géologue britannique (° 27 juillet 1833).
- 12 décembre : Raymond Radiguet, romancier et poète français (° 18 juin 1903).
- 14 décembre :
  - Théophile Deyrolle, peintre et céramiste français (° 16 décembre 1844).
  - Théophile Alexandre Steinlen, artiste anarchiste suisse naturalisé français, peintre, graveur, illustrateur, affichiste et sculpteur (° 20 novembre 1859).
- 18 décembre : Gaston Marquet, peintre français (° 25 juillet 1848).
- 21 décembre : Joaquín Víctor González, homme politique, historien, enseignant, franc-maçon, philosophe, juriste et écrivain argentin (° 6 mars 1863).
- 22 décembre : Arthur Bird, compositeur américain (° 23 juillet 1856).
- 23 décembre : Ivan Pokhitonov, peintre russe (° 27 janvier 1850).
- 27 décembre : Gustave Eiffel, ingénieur français (° 15 décembre 1832).
- 31 décembre : Joseph-Germain Strock, peintre et professeur d'art luxembourgeois (° 20 novembre 1865).